# Richard Schnetzer
Richard Franz Schnetzer (* 5. August 1876 in München; † 23. Juni 1955 in München) war ein deutscher Verwaltungsjurist und Bezirksoberamtmann.

## Leben
Richard Schnetzer studierte Rechtswissenschaften an der Ludwig-Maximilians-Universität München (Mitglied im Corps Franconia München) und der Humboldt-Universität zu Berlin. 1902 promovierte er in Freiburg im Breisgau mit der Dissertation „Die rechtliche Stellung der unehelichen Kinder nach dem Bürgerlichen Gesetzbuch“ zum Dr. jur. und Dr. rer. pol. In den Jahren von 1900 bis 1903 leistete er den dreijährigen juristischen Vorbereitungsdienst (Referendariat). 1903 legte er das Große juristische Staatsexamen (Note II 17/40) ab und erhielt eine Anstellung als Akzessist bei der Regierung von Oberbayern. Zum 1. Mai 1908 wurde er Assessor beim Bezirksamt Lohr und 1917 beim Bezirksamt Kempten, verblieb jedoch auf Anordnung des Staatsministers des Innern weiterhin in Lohr am Main. Er wechselte in die Staatsverwaltung und wurde zum 1. September 1919 Regierungsassessor und im Jahr darauf Leiter der bayerischen Verwertungsstelle für Heeresgut, wo ihm Titel und Rang eines Bezirksamtmannes verliehen wurden. Zum 1. Februar 1922 folgte die Beförderung zum Regierungsrat bei der bayerischen Anstalt für Moorwirtschaft. Am 1. April 1923 trat er die Stelle des Bezirksoberamtmannes beim Bezirksamt Gunzenhausen an. In diesem Amt blieb er – ab 1. November 1926 als Oberregierungsrat – bis zum 31. Mai 1933, ehe er am folgenden Tag die Leitung des Bezirksamtes Starnberg übernahm. Zum 1. Juli 1933 wurde er aus gesundheitlichen Gründen vorzeitig in Ruhestand versetzt.